# Lamprolia
Lamprolia är ett litet fågelsläkte i familjen solfjäderstjärtar inom ordningen tättingar. Släktet omfattar numera två arter som enbart förekommer i Fiji:
- Taveunisilkesstjärt (Lamprolia victoriae)
- Natewasilkesstjärt (Lamprolia klinesmithi)

De båda arterna behandlades fram tills nyligen som en enda art, silkesstjärt (Lamprolia victoriae). Från att traditionellt ha behandlats som monarker visar DNA-studier att de ingår i en liten grupp som även inkluderar papuasilkesstjärten (Chaetorhynchus papuensis, tidigare i familjen drongor under namnet dvärgdrongo) och sangihesilkesstjärten (Eutrichomyias rowleyi, tidigare även den i monarkerna under namnet sangihemonark). Dessa fyra arter utgör en systergrupp till familjen solfjäderstjärtar (Rhipiduridae) och inkluderas numera vanligen i denna.